# Tau (partícula)
La partícula tau o tauón es una partícula elemental masiva que pertenece a la tercera generación de leptones. Tiene una vida media muy corta, de unos 2,9·10−13 segundos, y una masa de unos 1777 MeV/c², casi el doble que la del protón y 3498 veces la del electrón.

## Historia
El tauón fue anticipado independientemente en un artículo de 1971 por Yung-su Tsai. Entonces fue detectado por primera vez en unos experimentos dirigidos por Martin Lewis Perl entre 1974 y 1977. Se descubrió gracias a un nuevo colisionador de electrones y positrones, el Anillo Acelerador de Positrones y Electrones de Stanford (Stanford Positron and Electron Accelerator Ring o SPEAR), construido en SLAC en 1972; y un nuevo detector magnético, el MARK-I, desarrollado en colaboración con el Laboratorio Nacional Lawrence Berkeley. Con este instrumento, pudieron detectarse ciertas anomalías en la desintegración de las partículas generadas en las colisiones; observaron el siguiente evento:

{\displaystyle e^{+}+e^{-}\rightarrow e^{\pm }+\mu ^{\mp }+{\mbox{particulas no detectadas}}}

Al hacer el balance de energía entre los estados inicial y final, se observó que la energía final era menor. En ninguna ocasión los muones, hadrones o fotones sumaban la energía necesaria para igualarse a la del estado inicial. Entonces se propuso que con la energía que hacían colisionar al electrón y al positrón se creaba un par de nuevas partículas muy masivas, que pronto decaían en las demás partículas observadas. El evento sería:

{\displaystyle e^{+}+e^{-}\rightarrow \tau ^{+}+\tau ^{-}\rightarrow e^{\pm }+\mu ^{\mp }+{\nu _{e}}^{(si\;e^{+})}+{\overline {\nu _{\mu }}}^{(si\;\mu ^{-})}+{\overline {\nu _{\tau }}}+\nu _{\tau }}

Esta propuesta fue difícil de verificar porque la energía necesaria para producir el par tau-antitau era parecida a la requerida para crear un par de mesones. Posteriores experimentos en DESY y en SLAC confirmaron la existencia de la partícula, y proporcionaron valores más precisos para la masa y spin de la misma. Martin Lewis Perl ganó el premio Nobel de física en 1995 por su descubrimiento, junto a Frederik Reines (que descubriría el neutrino tauónico).
El símbolo τ se derivó del griego τρίτον (triton, que significa "tercero"), ya que fue el tercer leptón cargado descubierto.
Martin Lewis Perl compartió el Premio Nobel de Física de 1995 con Frederick Reines. Este último recibió su parte del premio por el descubrimiento experimental del neutrino.

## Clasificación en el modelo estándar
El tauón pertenece a la tercera generación de leptones, junto al muon que pertenece a la segunda y al electrón de la primera. Como todos los leptones, parece ser una partícula elemental, no constituida por partículas más pequeñas. Si está formado por partículas más pequeñas, éstas deben de estar por debajo de la escala de los 10−18 metros, ya que los aceleradores de partículas de hasta el 2006 solo pueden 'observar' hasta esa escala.
El tau es un fermión, con un spin igual a la mitad de la constante reducida de Planck; y como los demás leptones, cumple la simetría CPT con su antipartícula.

## Desintegración

Diagrama de Feynman de las desintegraciones del tau por emisión de un off-shell bosón W.

El tau es el único leptón que tiene la masa necesaria como para desintegrarse la mayoría de las veces en hadrones. Un 18 % de las veces el tau decae en un electrón y dos neutrinos, y otro 18 % en un muon y dos neutrinos. El restante 64 % de las ocasiones decae en forma de hadrones y un neutrino.
Todas las desintegraciones son debidas a la interacción débil (incluso las hadrónicas), y todas conservan el número tauónico. Por tanto, todas las desintegraciones anteriores incluyen un neutrino tauónico, aunque debido a la propia naturaleza de los mismos son muy difíciles de detectar, dada su escasa interacción con la materia.
El tau es el único leptón que puede decaer en hadróns - las masas de otros leptones son demasiado pequeñas. Al igual que los modos de desintegración leptónica del tau, la desintegración hadrónica se produce a través de la interacción débil.Dado que el número de leptón tauónico se conserva en las desintegraciones débiles, siempre se crea un neutrino tau cuando una tau desintegra.
La fracción de ramificación de las desintegraciones hadrónicas tau dominantes son:
- 25,49% para la desintegración en un pión cargado, un pión neutro y un neutrino tau;
- 10,82% para la desintegración en un pión cargado y un neutrino tau;
- 9,26% para la desintegración en un pión cargado, dos piones neutros y un neutrino tau;
- 8,99% para la desintegración en tres piones cargados (de los cuales dos tienen la misma carga eléctrica) y un neutrino tau;
- 2,74% para la desintegración en tres piones cargados (de los cuales dos tienen la misma carga eléctrica), un pión neutro y un neutrino tau;
- 1,04% para la desintegración en tres piones neutros, un pión cargado y un neutrino tau.

En total, el leptón tau decaerá hadrónicamente aproximadamente el 64,79% de las veces.
La fracción de ramificación de las desintegraciones tau puramente leptónicas comunes son:
- 17,82% para la desintegración en un neutrino tau, un electrón y un antineutrino electrón;
- 17,39% para la desintegración en un neutrino tau, un muón y un antineutrino muón.

La similitud de los valores de las dos fracciones de ramificación es una consecuencia de la universalidad leptónica.

## Átomos exóticos
Se ha predicho que el tauón forme átomos exóticos al igual que otras partículas subatómicas cargadas. Uno de dichos átomos, llamado tauonio por analogía al muonio, está compuesto por un antitauón y un electrón: τ+
e−
. 
Otro tipo de átomo exótico es un átomo ónico τ+
τ−
 llamado verdadero tauonio y es difícil de detectar. Su detección es importante para la electrodinámica cuántica.